# Вбивці виходять на дорогу
«Вбивці виходять на дорогу» (альтернативна назва «Школа підлості») (рос. Убийцы выходят на дорогу) — радянська військова драма 1942 року режисерів Всеволода Пудовкіна і Юрія Тарича за мотивами п'єси Бертольда Брехта «Страх і відчай у Третій імперії».

## Сюжет
Автори фільму створюють образ «двох Німеччин». Картина складається з декількох сюжетних ліній:
- П'яні солдати Третього Рейху йдуть темними вулицями і міркують про національну єдність. Розуміючи, що вони опинилися в незнайомому місці, обидва вихоплюють зброю з кобури. З вікна одного з будинків раптово висовується старий. Перелякані солдати стріляють в нього і тікають з криками про допомогу.
- У будинок до однієї з німкень приходять два солдата і приносять їй «подарунок від фюрера», так звану Зимову допомогу: кілька картоплин, яблук і 5 марок в конверті. Напередодні жінка здала 10 марок на подібні «подарунки». Радісна старенька бере одне яблуко і пропонує по яблуку солдатам. Ті з задоволенням пригощаються. Її вагітна дочка, проте, не виявляє особливої радості, і мати проговорюється, що її зять незадоволений підвищенням цін. Солдати відводять молоду жінку для проведення обшуку в її будинку. Її мати в безсиллі кидає недоїдене яблуко в спину одного з солдатів.
- Тео обідає на кухні в будинку, де працює його наречена Анна, з якої вони вже чотири роки разом. Горда своїм нареченим, вона просить Тео показати кухарці Ніні і шоферові, які їм видають чоботи. Ніна запитує у Тео про його роботу, але той відмовляється розголошувати службову таємницю. Вислухавши бажання свого коханого випити пива, Анна щодуху вибігає з кухні. Цього часу приходить брат Ніни безробітний Франц. Тео він здається підозрілим. Випивши принесеного Анною пива, він, використовуючи Франца, показує один з методів стеження за інакодумцями — відбиток білого хреста, що залишається на «об'єкті» після поплескування по спині. Сам знак наноситься крейдою на долоню сищика. Зрозумівши значення інсценування, Франц, Ніна і шофер під різними приводами залишають Анну і Тео на кухні одних. Анна просить у Тео віддати її 20 марок, внесених до спільного бюджету, щоб купити пальто своїй сестрі. З'ясовується, що грошей практично не залишилося, що чоботи обійшлися Тео в 27 марок і це не єдина трата. Анна звинувачує нареченого в тому, що він брехав їй, що нібито при Гітлері стало краще жити. Залишивши наречену в сльозах, Тео йде на роботу. Анна просить Ніну, що увійшла в кухню, попередити Франца про можливу небезпеку, а також подивитися їй на спину. Повернувши її до світла, Ніна бачить п'ять білих хрестів.
- У будинку однієї німецької пари лунає дзвінок. Дізнавшись від служниці, хто дзвонить, господар велить відповісти, що нікого немає вдома. На вулиці йде сильний дощ і подружжя міркує про причини відмови їм колись дружньої родини. Однак вони остерігаються висловлювати крамольні слова при служниці, чоловік якої служить у поліції. Тим часом їх син Генріх, юний гітлерівець, читає статтю про страти над євреями. Розсерджений батько вихоплює у нього газету і в серцях говорить кілька неприпустимих слів. Щоб зам'яти непорозуміння мати дає Генріху 10 пфенігів, щоб той собі що-небудь купив, але згадує, що йде дощ і відправляє хлопчика написати лист, а сама йде заспокоїти чоловіка. Провівши з ним кілька хвилин, вона виявляє, що син зник. Подружжя припускають, що він пішов доносити на них. Вони намагаються згадати, що саме вони говорили, що робили. Раптом ляскають вхідні двері. Обидва в страху очікують облави. До кімнати входить промоклий Генріх з пакетом цукерок в руках.
- Робочий авіабудівного заводу повертається додому. Там його зустрічає сусідка, яка прийшла допомогти його дружині Марті по господарству. Виявляється, Марті прийшла похоронка на її брата-льотчика, який загинув на війні з СРСР. Сусідка розповідає страшні історії про те, як німецькі льотчики добивають своїх співвітчизників, які викидаються з парашутом, щоб ті нічого не розповіли, потрапивши в полон до радянських солдатів. Вбита горем Марта вимовляє крамольні слова, приводячи в жах сусідку і свого чоловіка.
- Троє мародерів на чолі з капітаном, кинувши і обібравши свого пораненого спільника, пробираються засніженою територією Радянського Союзу. Незабаром один з солдатів розуміє, що помилково залишив пораненому мішок з награбованим, і разом з капітаном повертається назад, залишивши третього на привалі. Однак свого товариша вони не знаходять. Пройшовши по слідах, де той повз, вони бачать сліди від саней. Повернувшись до привалу, вони виявляють свого третього спільника мертвим, а навколо — знову сліди саней. Злякавшись, що їх оточили, мародери намагаються вирватися, але потрапляють під автоматну чергу. Солдат намагається здатися, але капітан вбиває його пострілом у спину і, піднявши руки, сам здається в полон. Він кричить, що слов'янин, що він простий солдат, що він убив капітана. На його крик виходить партизанка з автоматом. Побачивши, що перед ним жінка, капітан вихоплює з кобури пістолет, але та випереджає його і розстрілює в упор. До неї під'їжджає хлопчик на санях, з яких визирає підібраний ними поранений мародер, і забирає зброю капітана.

## У ролях
- Ада Войцик — Марта
- Ольга Жизнєва — Клара Фурке
- Софія Магарілл — Анна
- Михайло Астангов — Франц
- Борис Блінов — Тео
- Олександра Данилова — партизанка
- Олександр Антонов — Мюллер, солдат
- Олександр Віолінов — Карл Фурке, професор
- Олег Жаков — капітан
- Віктор Кулаков — солдат
- Олександр Румнєв — Герберт Рем
- Георгій Светлані — штурмовик
- Юрій Боголюбов — Генріх, син професора

## Знімальна група
- Режисери: Всеволод Пудовкін, Юрій Тарич
- Сценаристи: Мануель Большінцов, Всеволод Пудовкін
- Композитор: Микола Крюков
- Оператори: Борис Волчек, Ера Савельєва
- Художник: Артур Бергер
- Звукорежисер: Костянтин Гордон